# Giuseppe Memeo
Giuseppe Memeo, conocido como Il Terun o Il Maleducato en los años setenta (11 de octubre de 1958 en Palazzo San Gervasio), es un exterrorista italiano.
Militó tanto en el movimiento comunista italiano Autonomía Operaia como en los Proletarios Armados por el Comunismo (PAC), organización terrorista de extrema izquierda formada en la Lombardía. Ganó notoriedad el 14 de mayo de 1977, durante la manifestación de protesta llevada a cabo dos días después del asesinato de Giorgiana Masi y el arresto de Spazzali y Cappelli, dos abogados de Soccorso Rosso. Los organizadores de la manifestación habían previsto que todos los manifestantes confluyesen en la Piazza del Duomo, como era habitual durante aquella época. Sin embargo, los grupos defensores de la autonomía de Milán abandonaron la manifestación principal para dirigirse hacia la cárcel de San Vittore y mostrar su solidaridad con los compañeros detenidos en los días anteriores. El bloqueo del recorrido por parte de las fuerzas del orden convirtió la manifestación en un conflicto armado en la calle De Amicis de Milán, durante el cual Memeo fue inmortalizado en una famosa fotografía. En ella se le puede ver con la cara parcialmente cubierta con un pasamontañas, en el centro de la calle, mientras empuña con las dos manos una pistola contra las fuerzas del orden: la fotografía se convirtió en un emblema de los años de plomo.
Durante el tiroteo falleció el agente Antonio Custra, cuya muerte fue inicialmente atribuida a Memeo. Más tarde, sin embargo, se descubrió que el autor del homicidio había sido Mario Ferrandi, otro componente de los PAC.
El 16 de febrero de 1979, junto a Gabriele Grimaldi y Sebastiano Masala, asesinó al joyero Pierluigi Torregiani. El mes anterior, Torregiani se había enfrentado a dos atracadores que intentaron robar a los clientes del restaurante Il Transatlantico, en el cual se encontraba cenando el joyero, provocando así la muerte de uno de los delincuentes. Los PAC acusaron a Torregiani de ser un «agente del capitalismo en el territorio» y expresaron su solidaridad con los criminales menores, que «mediante los atracos llevan a cabo la necesidad de justa reapropiación de los beneficios y de rechazo del trabajo».
Memeo fue arrestado el 9 de julio de 1979 en la vivienda de Maria Pia Ferrari, la cual convivía con otro militante de los PAC: Germano Fontana. El juez Pietro Forno lo consideró «una personalidad extrovertida y con una cierta dosis de exhibicionismo», mientras el «pentito» Enrico Pasini Gatti, excolaborador con los PAC, lo definió como «un loco sanguinario». Fue condenado a treinta años de cárcel por doble homicidio y siete atracos.